# Камшик
Вижте пояснителната страница за други значения на Камшик.
Камшик е уред, използван в животновъдството. Подобни уреди/инструменти са: остен, гега.
Представлява здрава пръчка със закрепен на единия край тесен ремък, изплетен от кожа. Пръчката служи за дръжка и е дълга 20 – 40 см. Коженият ремък може да постигне дължина от 5 – 6 метра.
С камшик се подкарват впрегатни коне и други животни. В цирка камшикът се използва за дресиране на животни.